# Karl-Wilhelm von Schlieben
Karl-Wilhelm von Schlieben (30 de octubre de 1894 - 18 de junio de 1964) fue un general alemán en la Wehrmacht durante del II Guerra Mundial.

## Biografía

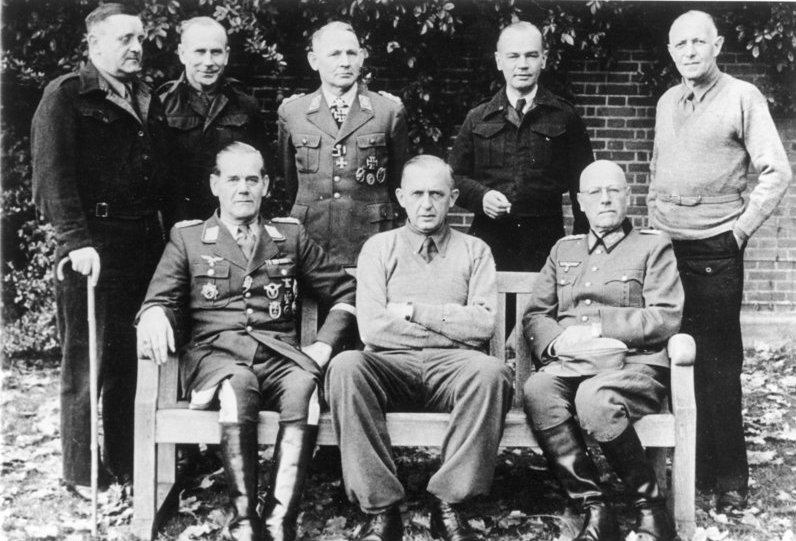
En Trent Park, von Schlieben en el medio en la primera fila.

Schlieben se unió al Ejército Prusiano en agosto de 1914 y sirvió durante la I Guerra Mundial. Sirvió como comandante regimental de la 1.ª División Panzer durante la Batalla de Francia en 1940. Después sirvió como comandante de Brigada con la 4.ª División Panzer en el frente oriental, a partir de junio de 1942. La división fue destruida en febrero de 1943 durante la Batalla de Stalingrado. Schlieben entonces comandó la 208.ª División de Infantería permaneciendo en el frente oriental.

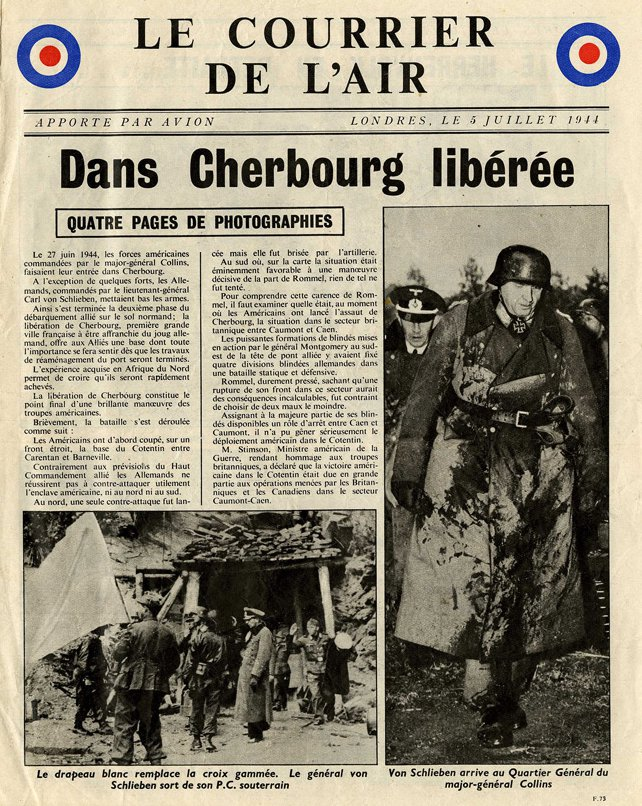
Propaganda británica mostrando al general capturado en 1944.

En abril de 1943, asumió el mando de la 18.ª División Panzer que estaba desplegada en el frente oriental y que fue disuelta después de la Batalla de Kursk. En diciembre de 1943, fue asignado al mando de la 709.ª División de Infantería Estática con base en Normandía, Francia.
La unidad fue utilizada para los deberes de ocupación en Francia. La división estaba en la costa de Normandía cuando la invasión tuvo lugar, y así luchó en los primeros días de la Batalla de Normandía, rápidamente quedando atrapada en la península de Cotentin. Como las fuerzas de EE. UU. sellaron la Península, los restos de la División cayeron sobre Cherburgo.
El 23 de junio de 1944, Schlieben fue elegido Comandante de Cherburgo, que el Alto Mando Alemán había designado como 'fortaleza'. Tres días después von Schlieben y más de 800 tropas otras se rindieron al Mayor General Manton S. Eddy, el comandante de la 9.ª División de Infantería estadounidense. Fue encerrado en Trent Park antes de ser transferido a Island Farm el 9 de agosto de 1945. Fue liberado el 7 de octubre de 1947. Schlieben murió el 18 de junio de 1964 en Gießen.